# Montils (cépage)
Le montils B est un cépage blanc français. 

## Origine

### Historique et répartition
Cultivé essentiellement dans le vignoble producteur du cognac, il en est issu. Il est apparenté à la folle blanche ; comme elle, il est membre de la famille des Folloïdes. C'est un cépage ancien, rescapé du phylloxera
Ce cépage est en perte de vitesse dans la seconde moitié du XXe siècle : il est passé de 324 à 5 ha entre 1958 et 1994.
Ce cépage est aussi inclus dans l'AOVDQS Gros-plant-du-pays-nantais. En 2002, une parcelle expérimentale a été plantée par la SICAREX de Nantes pour faire des essais de vins bi-cépages.

### Génétique
Il existe trois clones homologués en France, les numéros 984-985 et 986. Ils ont montré une bonne typicité avec cependant une production plus faible et une richesse en sucre supérieure pour le N° 984.
Il est présent dans la collection du domaine de Vassal, mais aussi dans le conservatoire des cépages de Cognac.

## Étymologie
Il doit son nom à la commune de Montils en Charente-Maritime. (avec l'accent charentais, il se prononce monti)

Il peut aussi être nommé chalosse, ancarot ou ancerot.

## Caractères ampélographiques
Le bourgeon est cotonneux et les jeunes feuilles de couleur jaune. 

Les feuilles adultes sont vert foncé, quiquelobées, sinus pétiolaire fermé à bords légèrement chevauchants ou bords parallèles, des sinus latéraux ouverts à base en U (en doigt de gant, signe de reconnaissance des membres de la famille des folloïdes) des dents petites, un limbe plan ou faiblement involuté, nui, lisse.

Les grappes sont de taille moyenne, les baies de taille moyenne et de forme arrondies.

## Aptitudes

### Culturales
C'est un cépage vigoureux qui demande donc une taille modérée. Sa précocité au printemps le rend sensible aux gelées tardives.

Les raisins sont sensibles à la pourriture grise à maturité.

### Technologiques
Le montils est rarement vinifié pour donner du vin blanc. En revanche, la distillation de ses vins donne de bonne eaux-de-vie. Le moût peut aussi donner des mistelles aromatiques (Pineau des Charentes).

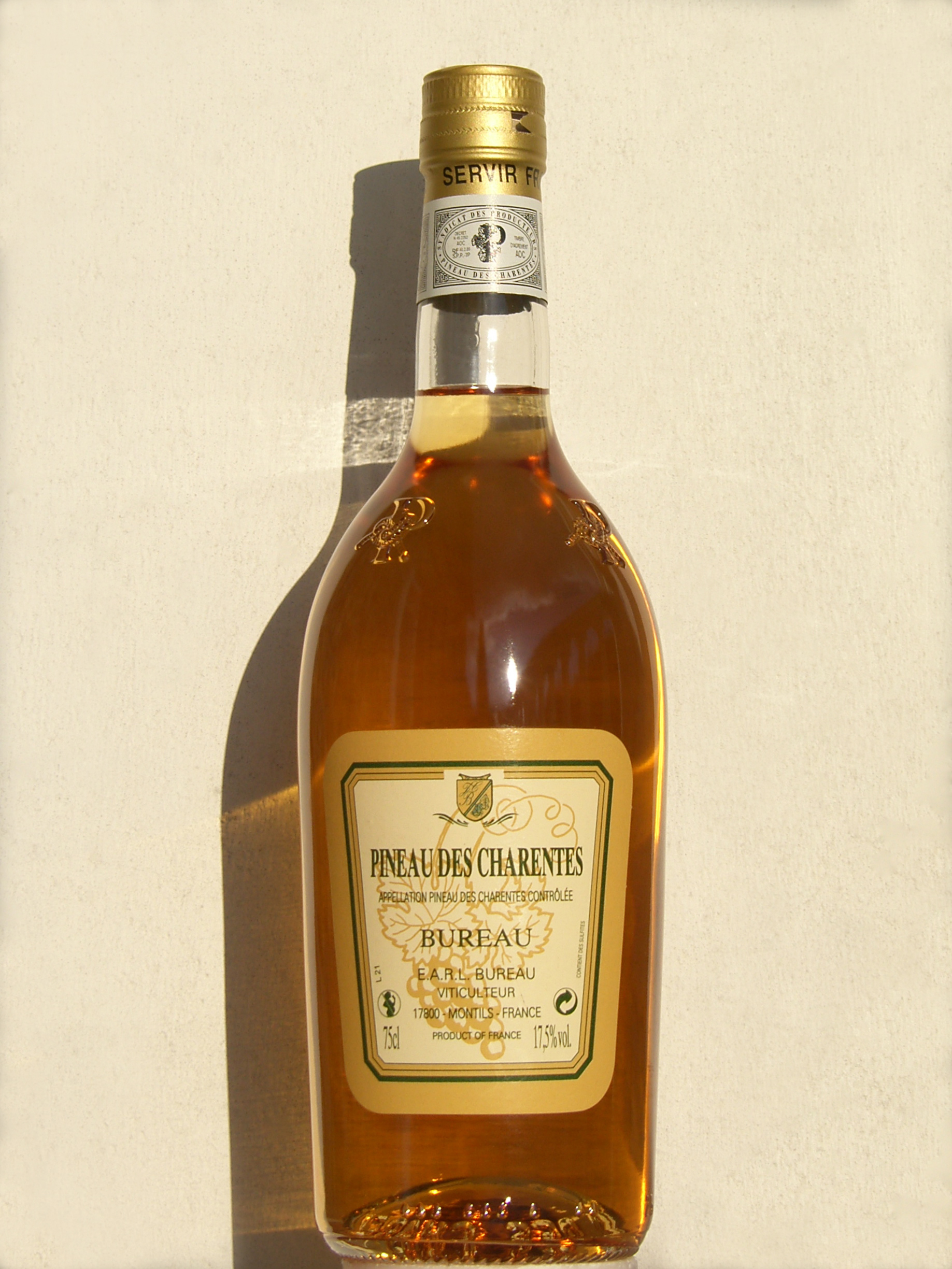
Pineau blanc des Charentes produit à Montils.